# Albena
Albena (Албена) è una località turistica della Bulgaria sulle coste del Mar Nero, a circa 30 km da Varna. 
È una località balneare molto apprezzata per la sua spiaggia lunga ca. 5 km e larga anche 150 metri, con sabbia molto fine e pulita. È dotata di 43 moderni alberghi da due a cinque stelle, molti dotati di piscina. Molti alberghi si trovano direttamente sulla spiaggia.

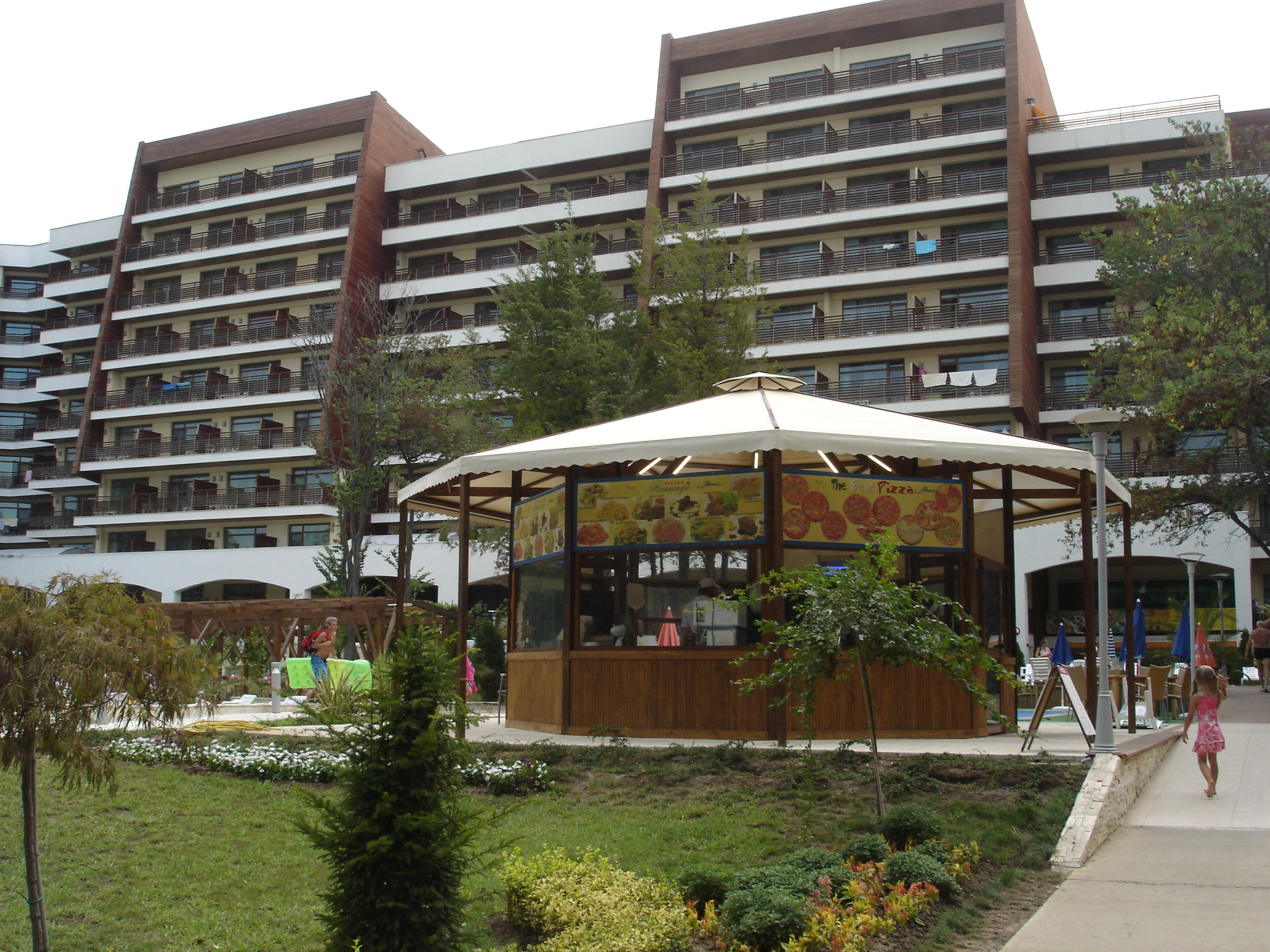
L'albergo Flamingo di Albena